# Rosenørn

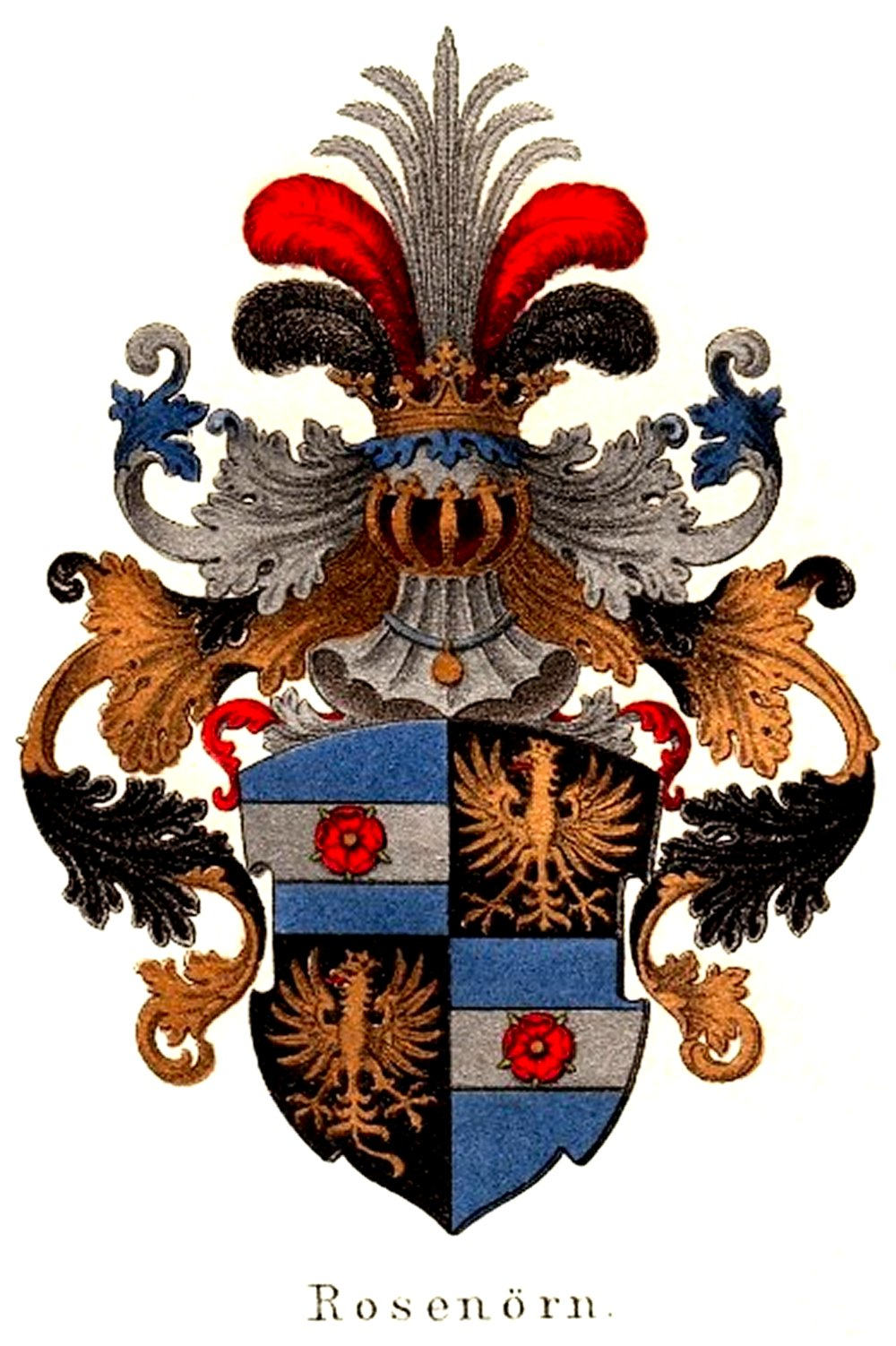
Wappen der Rosenørn, Anders Thiset, 1887

Rosenørn (dänisch für „Rosenadler“) ist der Name eines dänischen Briefadelsgeschlechts.

## Geschichte
Das Geschlecht stammt von dem Kanzleirat Peder Madsen (Mathiesen) von Tvilumgård, Sohn des Bürgermeisters in Randers, ab. Peder Madsen wurde in verschiedenen königlichen Kommissionen eingesetzt. Ein Brief vom 20. März 1679 verlieh ihm den Namen Rosenørn und das Familienwappen.
Von 1701 bis 1720 befand sich Tvilumgård und von 1724 bis 1804 das Schloss Katholm im Besitz der Familie Rosenørn.
Die Familie brachte viele Offiziere und Politiker hervor, darunter einen Generalmajor, einen Kolonialgouverneur und vier Minister.

## Familienmitglieder

### Familienoberhäupter
- Peder Madsen Rosenørn (1635–1706), Kanzleirat
- Poul Rosenørn (1670–1737), Generalmajor
- Johan Nicolaj Rosenørn (1710–1747), Major - kinderlos gestorben
- Peder Rosenørn (1711–1790), Amtmann, Kammerherr
- Poul Rosenørn (1756–1829), Stiftamtmann
- Ernst Emil Rosenørn (1810–1894), dänischer Kultusminister - kinderlos gestorben
- Erik Christian Hartvig Rosenørn-Lehn (1825–1904), Hofjägermeister und Kammerherr - zeugte keine Söhne
- Frederik Marcus Rosenørn-Lehn (1867–?), Diplomat, Hofjägermeister und Kammerherr

### Weitere Familienmitglieder
- Peter Otto Rosenørn (1708–1751), Amtmann
- Christian Teilmann Rosenørn (1741–1812), Rittmeister und Kammerherr
- Peder Otto Rosenørn (1778–1828), Amtmann
- Peder Otto Rosenørn, (1778–1847), Generalkriegskommissar
- Frederik Ludvig Christian Pentz Rosenørn (1781–1834), Gouverneur von St. Thomas und St. Jan
- Henrik Christian Rosenørn-Lehn (1782–1847), Oberst, erwarb das Freiherrnpatent
- Carl Gustav Rosenørn (1784–1858), Amtmann
- Thøger Emil Rosenørn (1787–1819), Seeoffizier
- Mathias Hans Rosenørn (1814–1902), Innenminister und Stiftamtmann
- Christian Peder Theodor Rosenørn-Teilman (1817–1879), dänischer Kultusminister und Amtmann
- Otto Rosenørn-Lehn (1821–1892), dänischer Außenminister
- Christian Conrad Sophus (1827–1899), Hofjägermeister
- Christian Carl-Otto Rosenørn-Lehn (1909–1929), Hofjägermeister und Kammerherr

## Wappen
Das Wappen ist geviert, Felder 1 und 4 in Blau ein silberner Balken mit einer roten Rose belegt, 2 und 3 in Schwarz ein goldener Adler. Auf dem gekrönten Helm mit gold-schwarzen und blau-silbernen Helmdecken ein Büschel von sieben silbernen Reiherfedern zwischen 4 (schwarz, rot - rot, schwarz) Straußenfedern.

## Trivia
Die Kopenhagener Rosenørns Allé ist nach dem Geschlecht benannt.